# Carla Marangoni
Carla Marangoni, również Clara Marangoni (ur. 13 listopada 1915 w Pawii, zm. 18 stycznia 2018 tamże) – włoska gimnastyczka, srebrna medalistka letnich igrzysk olimpijskich w 1928.

## Życiorys
Pochodziła z Lombardii. Jako 12-latka została wraz z Biancą Ambrosetti, Lavinią Gianoni, Luiginą Giavotti, Virginią Giorgi, Germaną Malabarba, Luiginą Perversi, Dianą Pizzavini, Luisą Tanzini, Caroliną Tronconi, Ines Vercesi i Ritą Vittadini srebrną medalistką w wieloboju drużynowym w gimnastyce na IX Letnich Igrzyskach Olimpijskich w Amsterdamie, w 1928 (były pierwszymi włoskimi medalistkami olimpijskimi). Po zakończeniu kariery zawodniczej pracowała jako księgowa. Nigdy nie wyszła za mąż. W momencie poprzedzającym śmierć była najstarszą żyjącą medalistką olimpijską oraz ostatnią żyjącą uczestniczką igrzysk olimpijskich w Amsterdamie. Zmarła 18 stycznia 2018 w swoim domu w Pawii.